# Johann Högl
Johann Högl (Johann Baptist, * 24. Juni 1784 in Wien, Rossau; † 9. November 1856 ebenda) war ein österreichischer Stadt-Steinmetzmeister in Wien und Obervorsteher der Wiener Bauhütte.

## Leben
Johann wurde in die seit Generationen bestehende Steinmetzfamilie Högl hineingeboren. Sein Großvater Georg Andreas Högl, im Steinmetzzentrum Eggenburg in Niederösterreich aufgewachsen, hatte sich nach Wien verheiratet und war Meister der Wiener Steinmetzbruderschaft geworden. In seinem letzten Lebensjahr übergab er seine Steinmetzhütte in der Roßau an Sohn Johann Philipp, der 24 Jahre alt war. Dieser Johann Philipp, Johanns Vater, heiratete in der Wiener Schottenkirche 1781 die Wirtstochter Barbara Eckmayerin. Bei seiner Geburt war Architekt Joseph Gerl Taufpate. Wie Bruder Philipp Joseph lernte er das Steinmetzhandwerk beim Vater selbst. Der jüngere Bruder Carl (* 1789), lernte den Beruf des Maurers.

### Steinmetzlehre
Pfingstquartal den 2. Juni 1797
Herr Johann Philipp Högl, Steinmetzmeister, „lasst seinen Sohn Johann Högl, in Wien gebürtig, auf das Steinmetzhandwerk aufdingen“. Dessen Bürgen sind die Herren Franz Jäger sen. und Herr Vater, beide bürgerliche Steinmetzmeister. Hat die Gebühr erlegt und das Schulzeugnis eingelegt.
„Ist den 14. Juni 1801 nach beygebrachtem Christenlehr-Zeugnis und bezahlter Gebühr von Herrn Franz Jäger als vorgesetztem Meister freigesprochen worden.“

### Zulassung zur Meisterprüfung
10. Juni 1806
Der Steinmetzgeselle Johann Högl, Sohn des verstorbenen Steinmetzmeisters Philipp Högl, führte nach des Vaters Tod durch fünf Jahre das bürgerliche Steinmetzgewerbe seiner Mutter, der Philipp Höglschen Witwe weiter. Er eignete sich dabei Kenntnisse und Fähigkeiten an, dass er unter der Leitung des Steinmetzmeisters Joseph Prantner, nach dessen Aussage, zur weiteren Meisterprüfung zuzulassen sei. Dies wurde vom Handwerk beurkundet.

### Meister mit einem Sitz beim Wiener Handwerk
6. Juni 1807
„Nachdem die Witwe des Steinmetzmeisters Philipp Högl ihre Meisterstelle dem löblichen Stadtmagistrat zurücklegte, und ihr Sohn Johann Högl bei der Meisterprüfung vor dem Stadtmagistrat die bürgerliche Steinmetzmeisterstelle erhielt, auch die Gebühren erlegte, so ist Herr Johann Högl als bürgerlicher Steinmetzmeister nach abgelegtem Bürgereid und der Angelobung heute der Sitz bei dem Handwerk angewiesen worden.“

### Lehrmeister
- Am 26. Dezember 1808 lässt Herr Johann Högl, bürgerlicher Steinmetzmeister einen Lehrling namens Ferdinand Gigel, von Wien, auf das Steinmetzhandwerk auf 5 Jahre aufdingen. Gigel wurde am 30. Mai 1813 nach eingelegtem Militärkommando-Zeugnis freigesprochen worden, hat die Gebühr bezahlt.
- Am selben Tag der Lehrling Karl Rosenberg, von Wien gebürtig. Dieser ist den 27. Juni 1813 freigesprochen worden.

Meister Högls Handwerksbetrieb veschäftigte 1819 drei Gesellen. Er erhielt den Berufstitel Stadt-Steinmetzmeister und für die Jahre 1835 sowie 1841 wählten ihn die Wiener Handwerksmeister auf dem Rathaus zum Obervorsteher der Wiener Bauhütte.